# Престиж (лингвистика)
В социолингвистике термином престиж обозначают уровень уважения к идиому (языку или диалекту) по отношению к остальным идиомам, используемым в языковом сообществе. Концепция языкового престижа тесно связана с концепцией социального престижа и класса в обществе. Обычно говор высокого общества считается более престижным.
Престижным диалектом обычно становится стандартный язык, характерным исключением является арабский язык. Престижность идиома хорошо видна в ситуациях, когда два или более идиома контактируют в иерархическом обществе и носители обоих часто разговаривают. Несмотря на распространённость суждений о «плохих», «неправильных» и «хороших» идиомах, «с точки зрения лингвистики, все языки — и все диалекты — одинаково хороши».

## Причины расслоения
Престижными идиомы становятся по некоторым критериям, включающим богатое литературное наследие, модернизированность языка, международное признание и престиж носителей. Если идиом отвечает нескольким критериям из перечисленных, он, вероятно, будет высокопрестижным. В Западной Европе итальянский язык считался престижным как средиземноморский lingua franca и язык эпохи Возрождения; В XVII—XVIII веках французский язык был престижным из-за того, что использовался при королевских дворах.

Между престижем социальной группы и престижностью их социолекта существует прочная связь. Лингвист Лори Бауэр объясняет этот феномен в отношении латинского языка: 
Престиж церковников, судей и учёных, говоривших на латыни, передался самому языку. Латинский считался благородным и прекрасным, вместе с мыслями, выраженными им, и людьми, использовавшими его. То, что в языке называют красотой, точнее назвать отражением престижа его носителей.
Уолт Уолфрэм, профессор лингвистики в Университете штата Северная Каролина, отмечает, что «не может припомнить ни одного случая в США, чтобы язык непрестижной социальной группы становился престижным».

## Изменения языка

### Язык или диалект?

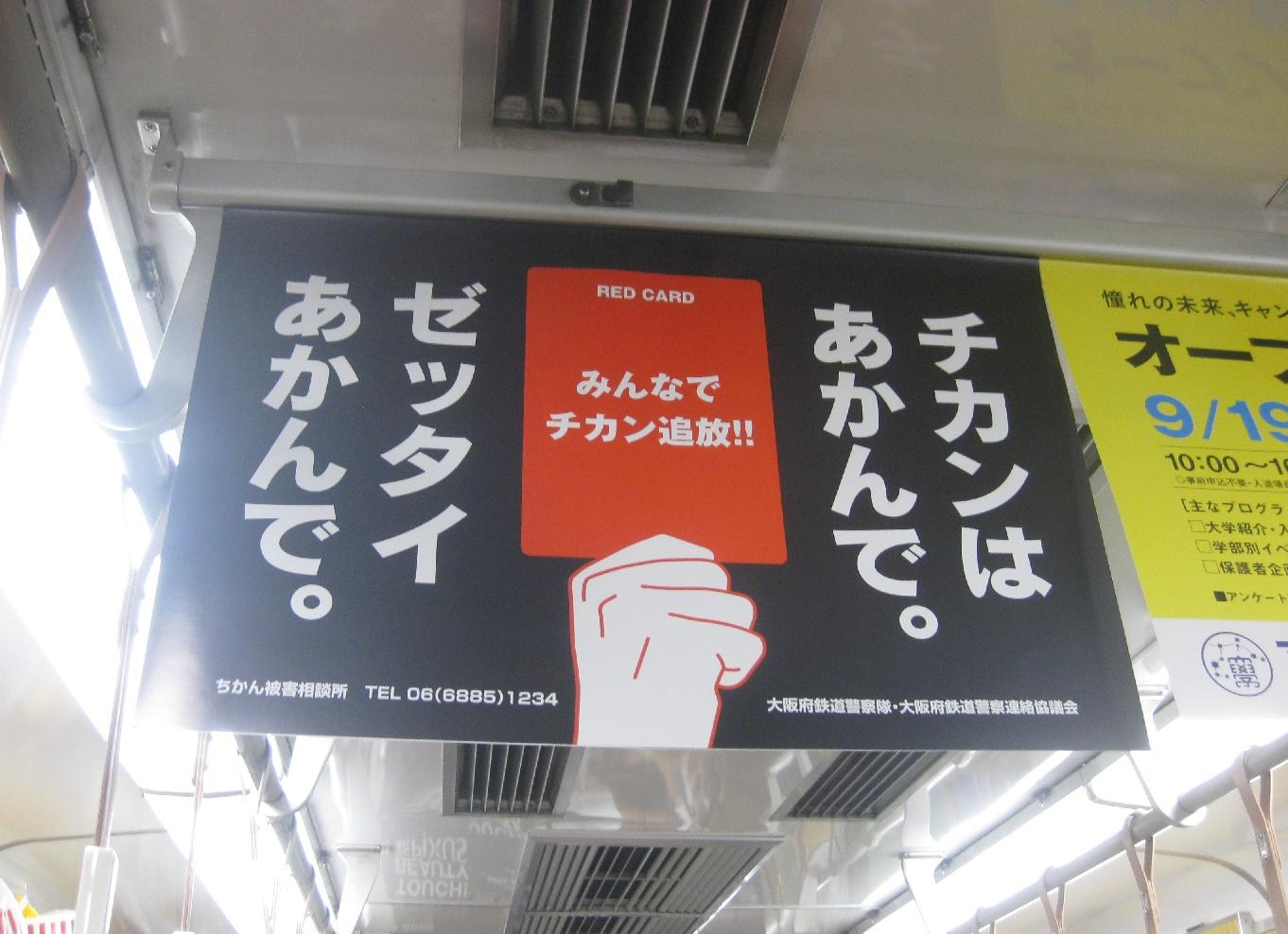
Знак «тикан запрещён!» в японском метро, написанный на кансайском диалекте

Престиж влияет на то, будет ли идиом считаться языком или диалектом. Делл Хаймс писал о том, что взаимопонятность — недостаточный критерий для выделения или невыделения отдельного языка.
Языковые варианты обычно существуют в пределах диалектного континуума, и при географическом перемещении можно наблюдать изменения в выговоре. К примеру, хотя литературный нидерландский и литературный немецкий взаимонепонятны, речь жителей приграничной территории между этими странами более однородна и меньше отличается от говоров по другую сторону границы, чем от литературного языка соответствующей страны. Несмотря на это, носители идентифицируют свой язык как немецкий или нидерландский, а эволюционные изменения в таких диалектах отражают изменения в их литературных языках.
Описанная выше ситуация отражена в афоризме «Язык — это диалект, у которого есть армия и флот». Языком считается идиом с политической и социальной силой, а диалектом — деревенская речь, говор низших классов. Примером такому подходу может служить классификация скандинавских языков: датский, шведский и норвежский языки в некоторой степени взаимопонятны, но считаются языками, а не диалектами, так как распространены в разных странах.

### Класс и престиж
Некоторые отличия между диалектами носят региональный характер, но существует и социальное лингвистическое расслоение. Часто диалект элиты отличается от идиома рабочего класса.

#### Диалектное дифференцирование и социальная стратификация в долине на севере Индии
Одно из ранних исследований связи социального и диалектного расслоений было проведено Джоном Гамперцем, изучавшим говоры Халапура, маленького, сильно стратифицированного городка в Индии. В нём проживали люди из 31 касты, от брахманов и раджпутов до чамар и бханги. Девять десятых населения составляли приверженцы индуизма, остальные были мусульманами. Гамперц обнаружил лексические и фонетические отличия в речи каст, причём отличия между мусульманами и индусами были значительно меньше, чем между «престижными» и неприкасаемыми кастами. Из-за того, что низкопрестижные группы имитировали речь элиты, а та, в свою очередь, стремилась дистанцироваться от низших слоёв общества, происходила эволюция, изменявшая престижный диалект и уводившая его от стандартизированного языка. Ведущим фактором в определении доминирующих паттернов речи Гамперц определил неформальное дружеское общение, а не рабочие контакты.

#### Социальная стратификация в Нью-Йорке
Исследование, проведённое Уильямом Лабовом в 1966 году в Нью-Йорке, ставило целью определение различий в произношении звука «r» в Нью-Йорке. Лабов посетил три универсама, ориентированных на определённые группы населения: Saks Fifth Avenue (элита), Macy’s (средний класс) и S. Klein (уценённые товары, низший класс), и изучал, как их работники произносят словосочетание «четвёртый этаж» (англ. fourth floor). В результате выяснилось, что работники Saks произносили «r» чаще всего, а в S. Klein 79 % работников не произнесли этого звука вовсе. Кроме того, если исследователь просил работников сказать «четвёртый этаж» ещё раз, все, а в особенности служащие Macy’s, чаще произносили «r».
Лабов связал свои результаты с престижностью того или иного диалекта. Он сделал вывод, что в Нью-Йорке опущение «r» изначально было копированием британской речи, однако после Второй мировой войны, когда Британия потеряла статус великой империи, речь без «r» перестала считаться престижной. В 1966, когда Лабов провёл первое исследование, произношение слов car и guard с «r» считалось элементом речи высшего класса, что привело к тому, что работники, принадлежавшие к среднему классу, стали намеренно произносить этот звук. Кроме того, престижность «r» проявлялась в гиперкоррекции у представителей низших классов. Повторив свой эксперимент через несколько лет, Лабов обнаружил, что, зная о том, что произносить «r» престижно, многие испытуемые читали списки слов, добавляя «r» даже в те слова, в которых такой буквы не было. В отличие от эксперимента с магазинными работниками, участники второго исследования осознанно следили за своей речью, стараясь скопировать произношение более высокого социального слоя.

#### Гендер и невыраженная престижность
Нестандартизированные диалекты обычно считаются непрестижными, но в некоторых ситуациях отторгаемые идиолекты получают «тайную» престижность среди мужчин среднего класса. Это происходит, когда говорящий хочет получить признание в непрестижной группе людей. Концепция скрытого престижа была введена Лабовом. Он заметил, что некоторые носители нестандартных диалектов считали собственный идиом «плохим», и он стал искать причину, почему они всё-таки его использовали. Одним из примеров подобного поведения является копирование произношения окончания «-ing» (как -in) членами студенческих братств. Автор исследования 1998 года заключает, что студенты, произносившие «-in», хотели идентифицировать себя с рабочим классом.
Аналогичную тенденцию в британском английском обнаружил Питер Традгил: женщины из рабочего класса чаще, чем мужчины использовали стандартизированный английский. Фарида Абу-Хайдар провела такое же исследование в Багдаде среди носителей арабского языка и пришла к выводу, что женщины больше заботятся о престиже, чем мужчины. То же было обнаружено в Новой Зеландии и Гуандуне. Традгил предполагает, что на речь мужчин влияет скрытая престижность речи рабочего класса. Он встречал мужчин, утверждавших, что они говорят на менее престижном диалекте, чем тот, на котором они говорили в действительности. Ральф Фэсолд предположил, что женщины прямо следуют престижности идиолекта, а мужчины — наоборот. Элизабет Гордон в своём исследовании новозеландского английского предположила, что женщины пользуются более престижными формами, потому что женщины низших классов ассоциируются с аморальным сексуальным поведением.
Исследование диглоссных обществ показало, что мужчины там говорят на более престижных диалектах. Одно из возможных объяснений — мужчины проще учат второй язык за счёт того, что у них больше средств[уточнить] это делать.

### Связь со стандартизированным идиомом
Понятие «стандартизированного языка» связано с престижностью: в общем случае престижный диалект становится стандартным, так как он более развит и имеет письменность. Несмотря на наличие контрпримеров (Арабский язык и его идиомы), престижное и стандартное наречия обычно сходятся до такой степени, что могут использоваться взаимозаменяемо. В результате в странах вроде США, где жители говорят на многих языках и происходят из нескольких этнических групп, распространено убеждение, что самый престижный говор — это стандартизированный английский язык, и все должны уметь на нём говорить. Лингвист Розина Липпи-Грин считает, что в концепции «стандартного языка» люди рационализируют желание сохранить существующий общественный строй, а «нестандартный язык» означает «нестандартных людей». Несмотря на популярное мнение о существовании «лучших» идиомов, с лингвистической точки зрения ни один из говоров, наречий, диалектов или языков не плох, и не хуже любого другого, так как позволяет своим носителям общаться.

#### Расовые факторы в Сингапуре
Наблюдать взаимосвязь престижа и языков можно в Сингапуре. Национальная гармония является официальной политикой сингапурского правительства, существует государственный праздник День национальной гармонии. Одним из элементов проводимой политики является признание каждого из четырёх распространённых в стране языков (тамильского, малайского, китайского и английского) официальными. Многоязычие официально поощряется: «родной язык — носитель культуры, английский — язык торговли». Это решение было мотивировано исследованием, показавшим, что тогда мало кто из сингапурцев называл английский родным. Английский стал lingua franca, а различные народности не ущемляются в правах, но их культура сохраняется. За такой политикой стоит идея относиться ко всем языкам одинаково, чтобы носителей языков также считали равными.
Политика Сингапура в отношении языков всё же содержит неоднородность: правительством приняты противоположные меры в отношении всех китайских языков, кроме севернокитайского, называемого здесь хуаюй. С 1979 года проводится кампания Speak Mandarin Campaign. Премьер-министр Ли Куан Ю посчитал, что севернокитайский будет более эффективным, чем остальные китайские языки, так как им пользуется значительное число людей в мире. Таким образом, сингапурское правительство поощряет все языки, кроме китайских «диалектов».

## Престиж в ситуациях лингвистического контакта
При контактировании нескольких языковых вариантов между ними может возникать один из нескольких видов отношений, в зависимости от престижа в том числе. Если у двух языков примерно равная «сила» (что в данной ситуации равносильно престижу), они образуют адстрат, как например произошло с древнеанглийским и древнескандинавским. Обычно же один язык более престижен, такая ситуация возникала в колониях. Из более престижного языка начинается заимствование слов (к примеру, английский язык много заимствовал из французского языка, когда последний был более престижным). Другой возможный вариант развития событий — создание пиджина или креольского языка. Менее престижный язык обычно предоставляет фонетический инвентарь, а более престижный — лексику и грамматические конструкции.
Вдобавок к образованию нового языка языковой контакт может привести к изменению обоих языков, конвергенции (смешиванию), переключению элиты на более престижный язык, или все носители одного из них умирают, не передав язык, — происходит смерть языка. На степень взаимопроникновения и заимствования влияют интенсивность контактов между языками и их относительный престиж.

## Влияние на структуру языка
В асимметричных отношениях между языками (как при колонизации или в случае беженцев) получившийся креольский язык основан по большей части на престижном наречии, со временем начинается декреолизация, креол становится ближе к престижному языку, создаётся креольский континуум, от наиболее близкого к престижному идиому акролекта до базилекта, самого консервативного креольского. Исследование декреолизации афроамериканского английского, проведённое Хоком и Джозефом, показало, что более консервативные варианты этого языка сохраняют исконные особенности, маркер совершенного вида done, а более современные переходят на стандартное маркирование.

### Диглоссия
Иногда языковой контакт приводит к диглоссии, когда в обществе престижный диалект или язык используются в более формальных ситуациях (газеты, телевидение, обучение, религиозные ритуалы, ТВ и радио), а в повседневном общении, письмах, комиксах и в популярной культуре используется непрестижный диалект. Чарльз Фергюсон в статье 1959 года «Диглоссия» привёл следующие примеры диглоссных обществ:
- Швейцария: швейцарский вариант немецкого языка и швейцарский диалект;
- Ближний Восток и Северная Африка: арабский литературный язык и местные наречия;
- Гаити: французский язык и гаитянский креольский язык;
- Греция: кафаревуса и димотика;
- Норвегия: букмол и нюношк[28].

### Изменения в местных идиомах
В диглоссных обществах престижный диалект обычно очень консервативен, а непрестижный — напротив, испытывает нормальную эволюцию. К примеру, латинский, бывший высокопрестижным европейским языком, почти не менялся, а языки повседневного общения значительно эволюционировали. Если оба языка используются свободно, престижный диалект может начать претерпевать изменения и заимствовать разговорные детали. Примером может служить санскрит, включивший в себя произношение t͡ʃ и [b] в начале слов вместо y- и v-.

### Регионализация
Престижный диалект (язык) может изменяться под влиянием регионализации. К примеру, церковная латынь изменилась в Италии, Франции, Испании, Португалии, Англии, Германии, Дании, Венгрии и славянских странах — особенно сильно в произношении (см. региональное произношение латинского языка). Некоторые изменения были почти незаметными (c перед i и e в Италии → [tʃ], во Франции → [s]), однако Великий сдвиг гласных в 1200—1600 годах сделал английскую церковную латынь совершенно непонятной европейцам.